# Еврипил (сын Евемона)
Еврипил (или Эврипил, др.-греч. Εὐρύπυλος) — в древнегреческой мифологии царь Ормениона в восточной Фессалии, сын Евемона и Опс. Его владения в Фессалиотиде.
Жених Елены. Один из храбрейших участников Троянской войны, от орменийцев привёл под Трою сорок кораблей. Сразил многих троянских героев. В «Илиаде» убил 3 троянцев. Согласно Гигину, всего убил 1 воина. Был ранен Парисом, его рану излечил Патрокл. Пищу, которую дают раненому Еврипилу, порицает Платон.
В играх в честь Ахилла участвовал в гонках колесниц. Согласно рассказу Синона, был послан вопросить оракул Феба. Сидел в троянском коне. При взятии Трои убил Аксиона.
При взятии Трои Еврипил получил ларец с изображением Диониса, проклятый Кассандрой, открыл его и обезумел. Прибыв в Дельфы, он получил указание бога. Ветер пригнал его к берегу Арои, когда там собирались принести в жертву юношу и девушку, и прекратил жертвоприношения, прекратилась и его болезнь. Каждый год в Патрах справляют празднество Диониса и чествуют Еврипила как героя. Еврипил воздвиг статую Сотерии. Ларец работы Гефеста хранится в Патрах. Согласно другой версии, Еврипил поселился в Ливии.